# Chironemus
Chironemus è un genere di pesci ossei marini, unico appartenente alla famiglia Chironemidae, dell'ordine Perciformes.

## Distribuzione e habitat
Le specie della famiglia si trovano nei mari temperati dell'Emisfero Australe lungo le coste dell'Australia meridionale, della Nuova Zelanda e del Cile. Sono pesci costieri che vivono prevalentemente in ambienti rocciosi con molta vegetazione algale e nelle foreste di kelp.

## Descrizione
L'aspetto generale di questi pesci non è dissimile da quello dei labridi europei del genere Symphodus. La pinna dorsale è unica con un'incisura che separa la parte anteriore con da 14 a 16 raggi spinosi da quella posteriore a raggi molli. Pinna anale breve, con 3 spine. Pinne pettorali con raggi inferiori robusti e ispessiti. Denti piccoli, appuntiti o setoliformi.
Non superano i 40 cm di lunghezza.

## Specie
- Chironemus bicornis
- Chironemus delfini
- Chironemus georgianus
- Chironemus maculosus
- Chironemus marmoratus
- Chironemus microlepis[2]